# Herb gminy Lubrza (województwo lubuskie)
Herb gminy Lubrza – jeden z symboli gminy Lubrza.

## Wygląd i symbolika

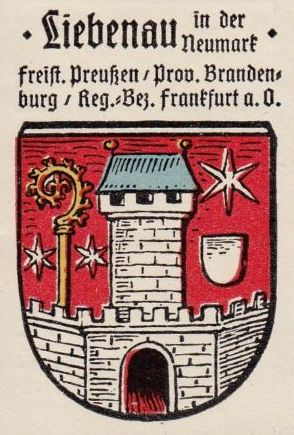
Herb miasta Liebenau (obecnie wieś Lubrza) przed 1945

Herb przedstawia na tarczy w polu błękitnym basztę barwy srebrnej, pokrytą czerwonym dachem ze złotymi gałkami, poniżej mury obronne z otwarta bramą. Z prawej strony złoty pastorał z dwoma sześcioramiennymi srebrnymi gwiazdami po bokach. Z lewej strony srebrna sześcioramienna gwiazda, pod nią pusta złota tarcza herbowa. Przedstawionych murów obronnych z basztą tak naprawdę Lubrza nigdy nie posiadała. Pastorał z lewej strony symbolizuje zależność od klasztoru cystersów z Gościkowa, natomiast tarcza herbowa z prawej strony świadczy o początkowej roli wsi jako grodu rycerskiego. Motyw baszty najczęściej jest tłumaczony istnieniem w średniowieczu w Lubrzy, rycerskiej wieży mieszkalnej, jednak jej rzeczywiste istnienie nigdy nie zostało udokumentowane w źródłach historycznych.